# Dysdera hamifera
Dysdera hamifera là một loài nhện trong họ Dysderidae.
Loài này thuộc chi Dysdera. Dysdera hamifera được Eugène Simon miêu tả năm 1910.